# (7066) Nessus
(7066) Nessus ist ein Planetoid, der am 26. April 1993 im Rahmen des Spacewatch-Programmes am Steward Observatory (IAU-Code 691) auf dem Kitt Peak in Arizona entdeckt wurde und zur Gruppe der Zentauren gehört; er war der dritte bekannte Zentaur. Der Asteroid läuft auf einer stark exzentrischen Bahn in etwa 122 Jahren um die Sonne. Die Bahnexzentrizität seiner Bahn beträgt 0,52, wobei diese 15,6° gegen die Ekliptik geneigt ist.
Der Himmelskörper ist nach dem Zentauren Nessus aus der griechischen Mythologie benannt.